# Rajon Milowe
Der Rajon Milowe (ukrainisch Міловський район/Milowskyj rajon; russisch Меловский район/Melowski rajon) war eine 1923 (in seinen heutigen Grenzen 1966) gegründete Verwaltungseinheit innerhalb der Oblast Luhansk im Osten der Ukraine.
Der Rajon hatte eine Fläche von 971 km² und eine Bevölkerung von etwa 15.000 Einwohnern, der Verwaltungssitz befand sich in der namensgebenden Siedlung städtischen Typs Milowe.
Am 17. Juli 2020 kam es im Zuge einer großen Rajonsreform zum Anschluss des Rajonsgebietes an den Rajon Starobilsk.

## Geographie
Der Rajon war der östlichste der Ukraine und lag im Nordosten der Oblast Luhansk. Er grenzte im Norden (Oblast Woronesch, Rajon Kantemirowka) und Osten (Oblast Rostow, Rajon Tschertkowo) an Russland, im Süden und Südwesten an den Rajon Bilowodsk sowie im Nordwesten an den Rajon Markiwka.
Durch das ehemalige Rajonsgebiet fließt in südlicher Richtung der Fluss Komyschna (Комишна) sowie dessen Zufluss Milowa, dabei ergeben sich Höhenlagen zwischen 150 und 200 Metern.

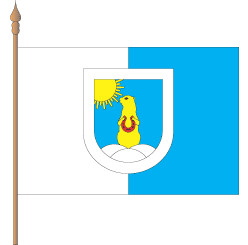
Flagge des Rajons

## Administrative Gliederung
Auf kommunaler Ebene war der Rajon in eine Siedlungsratsgemeinde sowie 7 Landratsgemeinden unterteilt, denen jeweils einzelne Ortschaften untergeordnet waren.
Zum Verwaltungsgebiet gehörten:
- 1 Siedlungen städtischen Typs
- 28 Dörfer

### Siedlungen städtischen Typs
| Siedlungen städtischen Typs | Siedlungen städtischen Typs | Siedlungen städtischen Typs |
| Name                        | Name                        | Name                        |
| ukrainisch transkribiert    | ukrainisch                  | russisch                    |
| --------------------------- | --------------------------- | --------------------------- |
| Milowe                      | Мілове                      | Меловое (Melowoje)          |

### Dörfer
| Dörfer                                   | Dörfer                     | Dörfer                                                           | Dörfer            |
| Name                                     | Name                       | Name                                                             | Gemeindezuordnung |
| ukrainisch transkribiert                 | ukrainisch                 | russisch                                                         | Gemeindezuordnung |
| ---------------------------------------- | -------------------------- | ---------------------------------------------------------------- | ----------------- |
| Beresowe (bis 2016 Dserschynske)         | Березове (Дзержинське)     | Берёзовое (Berjosowoje)/Дзержинское (Dserschinskoje)             | Nowostrilziwka    |
| Blahodatne                               | Благодатне                 | Благодатное (Blagodatnoje)                                       | Mykilske          |
| Bondariwka                               | Бондарівка                 | Бондаревка (Bondarewka)                                          | Milowe            |
| Chomynske                                | Хоминське                  | Фоминское (Fomynskoje)                                           | Mykilske          |
| Dibrowa                                  | Діброва                    | Диброва                                                          | Mykilske          |
| Jarske                                   | Ярське                     | Ярское (Jarskoje)                                                | Welykozk          |
| Jasnoprominske                           | Яснопромінське             | Яснопроминское (Jasnoprominskoje)                                | Welykozk          |
| Kalmykiwka                               | Калмиківка                 | Калмыковка (Kalmykowka)                                          | Strilziwka        |
| Krynytschne                              | Криничне                   | Криничное (Krinitschnoje)                                        | Welykozk          |
| Kyrnossowe                               | Кирносове                  | Кирносово (Kirnossowo)                                           | Mussijiwka        |
| Morosiwka                                | Морозівка                  | Морозовка (Morosowka)                                            | Morosiwka         |
| Mussijiwka                               | Мусіївка                   | Мусиевка (Mussijewka)                                            | Mussijiwka        |
| Mykilske                                 | Микільське                 | Никольское (Nikolskoje)                                          | Mykilske          |
| Nowomykilske                             | Новомикільське             | Новоникольское (Nowonikolskoje)                                  | Strilziwka        |
| Nowostrilziwka                           | Новострільцівка            | Новострельцовка (Nowostrelzowka)                                 | Nowostrilziwka    |
| Oleksijiwka                              | Олексіївка                 | Алексеевка (Alexejewka)                                          | Milowe            |
| Piwniwka                                 | Півнівка                   | Пивневка (Piwnewka)                                              | Sorykiwka         |
| Rannja Sorja (bis 2016 Tscherwona Sirka) | Рання Зоря (Червона Зірка) | Ранняя Зоря (Rannjaja Sorja)/Червоная Зирка (Tscherwonaja Sirka) | Welykozk          |
| Saritschne                               | Зарічне                    | Заречное (Saretschnoje)                                          | Nowostrilziwka    |
| Schelestiwka (bis 2016 Tscherwona Sorja) | Шелестівка (Червона Зоря)  | Шелестовка (Schelestowka)/Червоная Заря (Tscherwonaja Sarja)     | Morosiwka         |
| Schurawske                               | Журавське                  | Журавское (Schurawskoje)                                         | Welykozk          |
| Sorykiwka                                | Зориківка                  | Зориковка (Sorikowka)                                            | Sorykiwka         |
| Soryniwka                                | Зоринівка                  | Зориновка (Sorinowka)                                            | Morosiwka         |
| Strilziwka                               | Стрільцівка                | Стрельцовка (Strelzowka)                                         | Strilziwka        |
| Trawnewe                                 | Травневе                   | Травневое (Trawnewoje)                                           | Milowe            |
| Welykozk                                 | Великоцьк                  | Великоцк (Welikozk)                                              | Welykozk          |
| Wodjanolypowe                            | Водянолипове               | Водянолиповое (Wodjanolipowoje)                                  | Mykilske          |